# Saint-Palais-de-Phiolin
Saint-Palais-de-Phiolin és un municipi francès situat al departament del Charente Marítim i a la regió de la Nova Aquitània. L'any 2007 tenia 247 habitants.

## Demografia

### Població
El 2007 la població de fet de Saint-Palais-de-Phiolin era de 247 persones. Hi havia 90 famílies de les quals 16 eren unipersonals (8 homes vivint sols i 8 dones vivint soles), 41 parelles sense fills, 25 parelles amb fills i 8 famílies monoparentals amb fills.
La població ha evolucionat segons el següent gràfic:
Habitants censats

### Habitatges
El 2007 hi havia 132 habitatges, 94 eren l'habitatge principal de la família, 32 eren segones residències i 6 estaven desocupats. Tots els 129 habitatges eren cases. Dels 94 habitatges principals, 76 estaven ocupats pels seus propietaris, 11 estaven llogats i ocupats pels llogaters i 6 estaven cedits a títol gratuït; 5 tenien dues cambres, 11 en tenien tres, 26 en tenien quatre i 51 en tenien cinc o més. 79 habitatges disposaven pel capbaix d'una plaça de pàrquing. A 44 habitatges hi havia un automòbil i a 40 n'hi havia dos o més.

### Piràmide de població
La piràmide de població per edats i sexe el 2009 era:
| Homes | Edats   | Dones |
| ----- | ------- | ----- |
| 0     | 95 o +  | 4     |
| 4     | 90 a 94 | 8     |
| 4     | 85 a 89 | 4     |
| 0     | 80 a 84 | 0     |
| 16    | 75 a 79 | 4     |
| 12    | 70 a 74 | 4     |
| 8     | 65 a 69 | 12    |
| 8     | 60 a 64 | 8     |
| 0     | 55 a 59 | 8     |
| 16    | 50 a 54 | 4     |
| 4     | 45 a 49 | 16    |
| 8     | 40 a 44 | 0     |
| 0     | 35 a 39 | 0     |
| 12    | 30 a 34 | 4     |
| 4     | 25 a 29 | 4     |
| 4     | 20 a 24 | 0     |
| 12    | 15 a 19 | 0     |
| 0     | 10 a 14 | 8     |
| 4     | 5 a 9   | 0     |
| 0     | 0 a 4   | 0     |

## Economia
El 2007 la població en edat de treballar era de 132 persones, 91 eren actives i 41 eren inactives. De les 91 persones actives 83 estaven ocupades (41 homes i 42 dones) i 8 estaven aturades (5 homes i 3 dones). De les 41 persones inactives 19 estaven jubilades, 5 estaven estudiant i 17 estaven classificades com a «altres inactius».

### Ingressos
El 2009 a Saint-Palais-de-Phiolin hi havia 85 unitats fiscals que integraven 189 persones, la mediana anual d'ingressos fiscals per persona era de 15.520 €.

### Activitats econòmiques
Dels 11 establiments que hi havia el 2007, 5 eren d'empreses de construcció, 3 d'empreses de comerç i reparació d'automòbils, 1 d'una empresa d'hostatgeria i restauració, 1 d'una empresa immobiliària i 1 d'una entitat de l'administració pública.
Dels 5 establiments de servei als particulars que hi havia el 2009, 3 eren paletes i 2 fusteries.
Dels 2 establiments comercials que hi havia el 2009, 1 era una gran superfície de material de bricolatge i 1 una llibreria.
L'any 2000 a Saint-Palais-de-Phiolin hi havia 17 explotacions agrícoles.

## Poblacions més properes
El següent diagrama mostra les poblacions més properes.